# زمین‌لرزه اوت ۱۹۱۳ پرو
زمین‌لرزه پرو  در تاریخ ۶ اوت ۱۹۱۳ میلادی، برابر با ‎۱۵ مرداد ۱۲۹۲، ساعت ۲۲:۱۴:۲۴ به زمان یوتی‌سی در پرو رخ داد. بزرگی آن ۷٫۸ در مقیاس Mw اعلام شده‌است. زمین‌لرزه به وقت محلی در روز چهارشنبه، ساعت ۱۷ روی داده و منطقه زمانی آن یوتی‌سی -۵ بوده‌است.
سازمان زمین‌شناسی آمریکا نیز جای این زمین‌لرزه را در مختصات ۱۵°۴۸′جنوبی ۷۳°۳۰′غربی / ۱۵٫۸°جنوبی ۷۳٫۵°غربی و بزرگی آنرا برابر با ۷٫۸ در مقیاس ریشتر اعلام کرده‌است.
سونامی نیز در این زلزله گزارش شده‌است.